# Mosquée Baitul Futuh
La  mosquée Baitul Futuh (Maison-des-Victoires) est un édifice religieux islamique situé à Londres en Angleterre. Elle est considérée comme la plus grande mosquée en Europe occidentale,,, mais selon d'autres sources, la mosquée de Rome est considérée comme étant la plus grande en Europe occidentale. Achevée en 2003, pour un coût d'environ 5,5 millions £, entièrement financée à partir de dons de la communauté musulmane Ahmadiyya, la mosquée couvre une superficie de 5,2 hectares (21 000 m2) et le complexe complet peut accueillir jusqu'à 10 000 fidèles. Elle est située dans la banlieue sud-ouest de Morden à Londres, Borough londonien de Merton, à côté de la gare de Morden Sud, à environ 700 mètres de la station de métro Morden.

## Histoire

### Inauguration
La première pierre a été placée par Mirza Tahir Ahmad, alors chef de la communauté musulmane Ahmadiyya, le 19 octobre 1999 lors d'une cérémonie en présence de 2 000 invités, et inaugurée par l'actuel chef de la communauté musulmane Ahmadiyya, Mirza Masroor Ahmad, le 3 octobre 2003. Bien qu'il exerce à la mosquée Fazl, Mirza Masroor Ahmad prononce son sermon hebdomadaire du vendredi à partir de cette mosquée. La cérémonie d'ouverture a été suivie par plus de 600 invités, composés de hauts-commissaires et leurs adjoints, de membres du Parlement européen, de députés, des maires des arrondissements de Londres, des conseillers, des professeurs d'université et des représentants de 17 pays.

## Services à la communauté
Plusieurs événements ont lieu à la mosquée Baitul Futuh qui sert à la fois la communauté musulmane et les autres. En plus des prières régulières, ses services comprennent des symposiums annuels de la paix, des visites scolaires, d'autres événements communautaires locaux, ainsi que le programme Jeunesse Merton partenariat conférence annuelle, hôte de la BBC Radio 4 du Programme des questions, et est inclus dans l'Open House de Londres.
La mosquée Baitul Futuh agit en tant que centre pour la « loyauté, de la liberté et de campagne pour la paix » , qui vise à promouvoir l'islam comme une religion pacifique, et à améliorer l'intégration des musulmans et des non-musulmans.
Le symposium de la Paix 2010 a vu le premier prix de la paix de la Communauté musulmane Ahmadiyya décerné à Eric Avebury Seigneur à la mosquée.
La mosquée reçoit plus de 10 000 visiteurs par an, provenant des écoles, groupes confessionnels, organismes de services publics, associations caritatives, le gouvernement local et central mais aussi d'autres groupes.

## Incendie
Le 26 septembre 2015, la mosquée est endommagée par un incendie. Selon les informations, la moitié du rez-de-chaussée et le premier étage étaient en feu. Un homme est hospitalisé, mais il n'y a pas d'autres blessés. Beaucoup des pompiers participent à la lutte contre l'incendie[réf. souhaitée] qui est éteint le jour même.

## Installations
- Salles de prière pour les hommes et les femmes
- Bureaux
- Bibliothèque
- Exposition
- Salles multi-fonctionnelles
- MTA Television Studios
- Cuisine & Dine
- Gymnase
- Les chambres
- Accès aux handicapés
- Buanderie
- Équipements
- WC
- Lavabos
- Les bains de pieds
- Douches
- Fontaines
- Unités à langer
- Des toilettes pour personnes handicapées
- WC et lavabos pour crèche

## Galerie

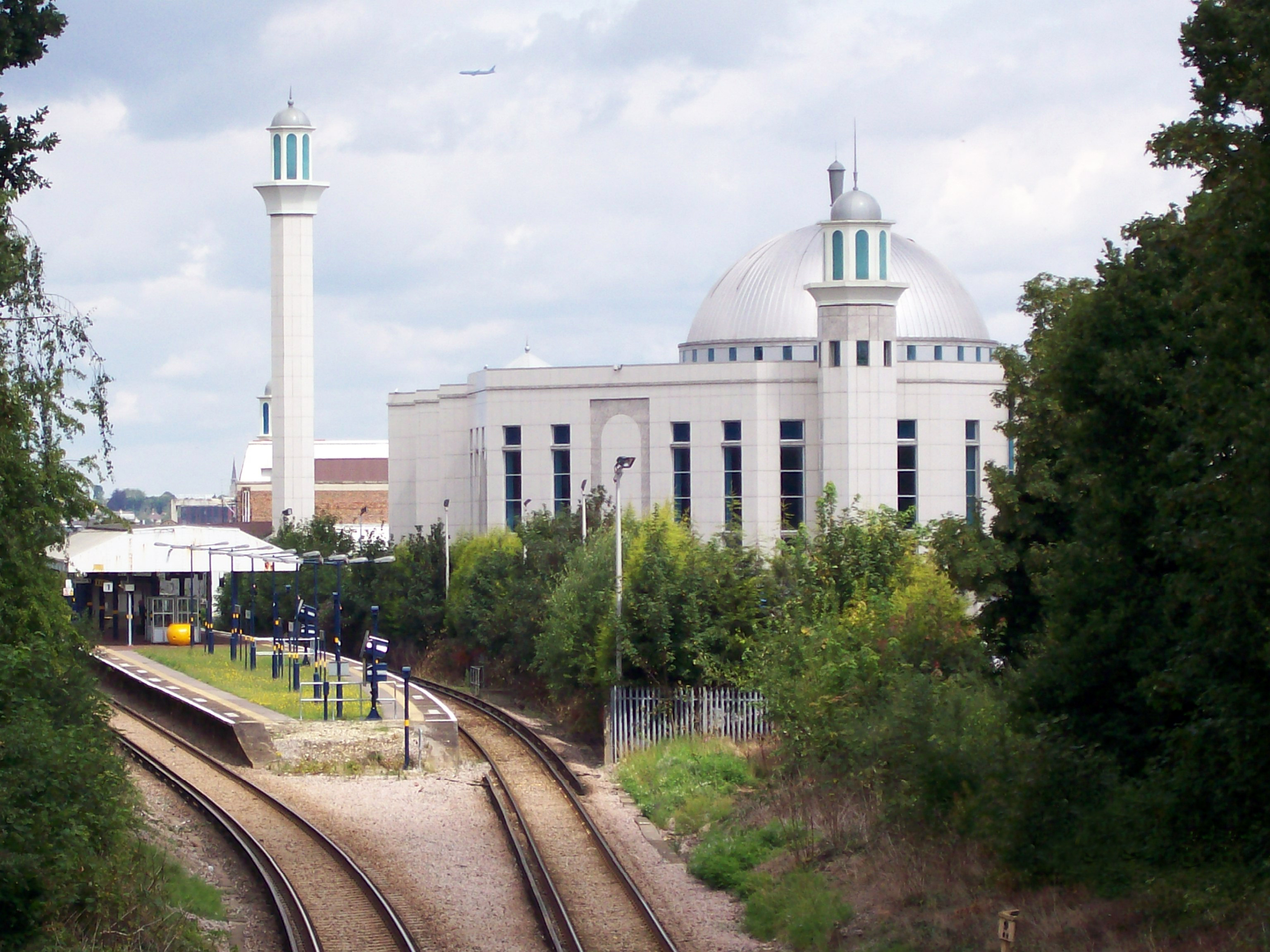
Mosquée Baitul Futuh
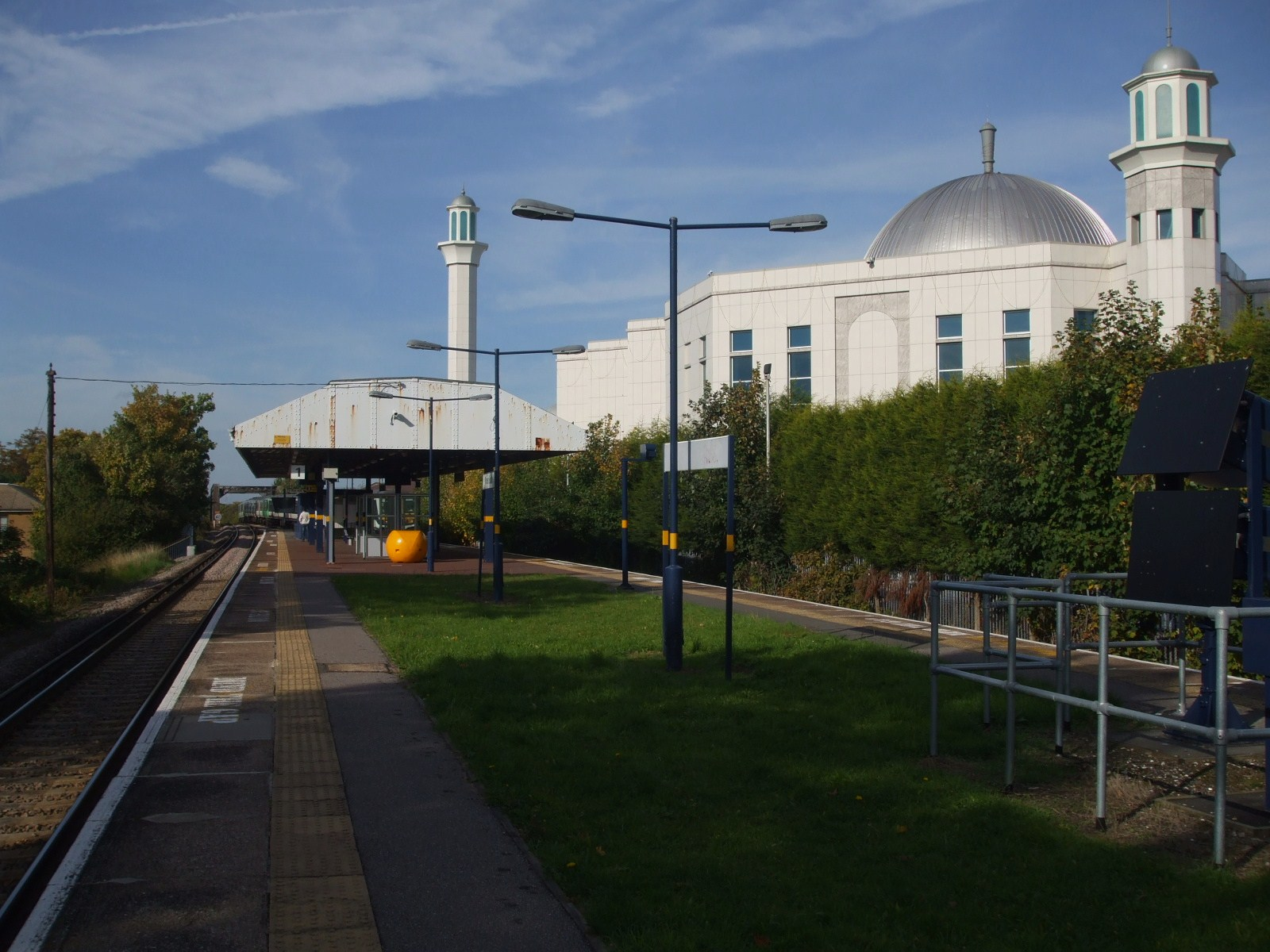
Vue de la mosquée
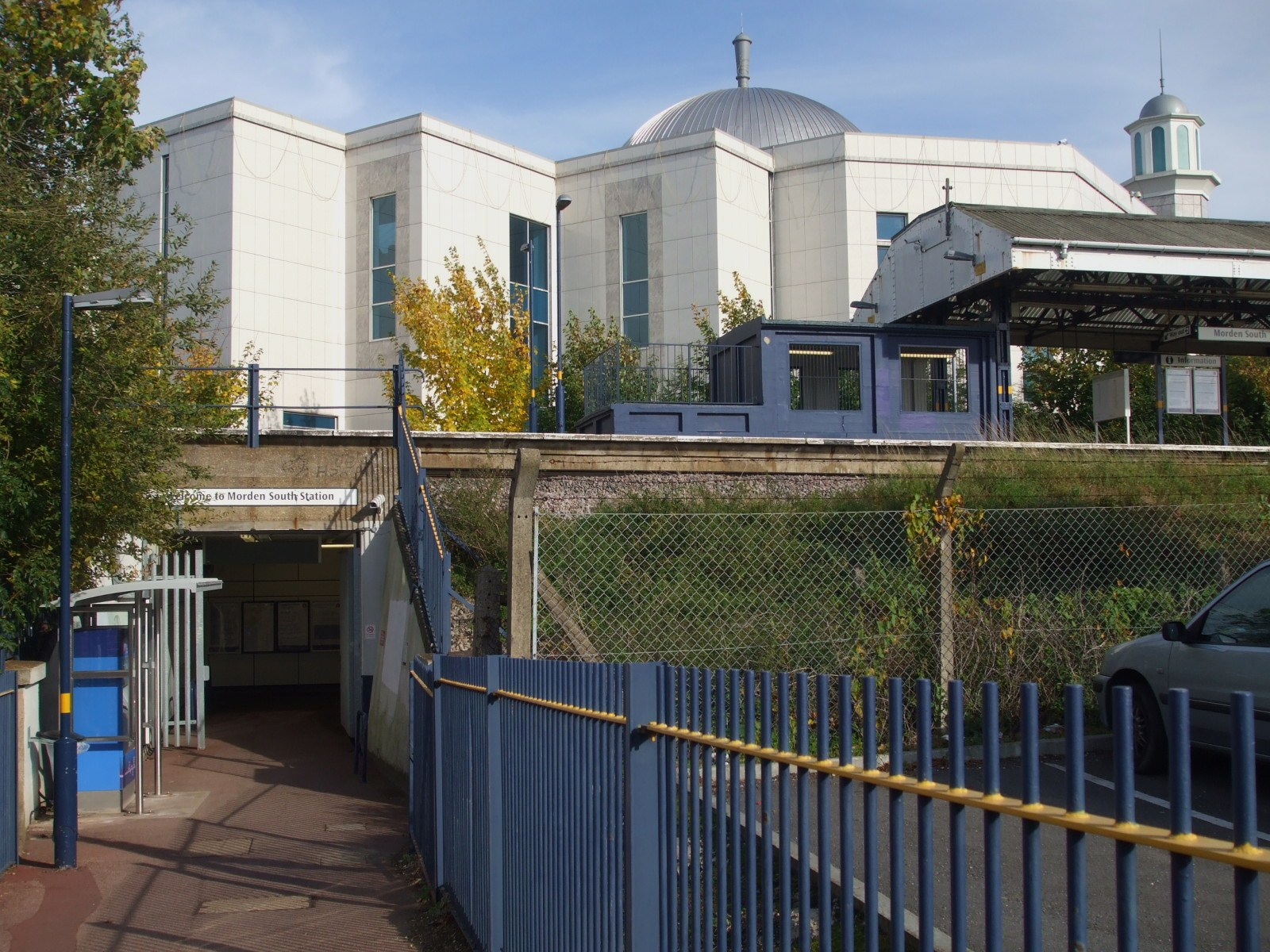
Entrée sud
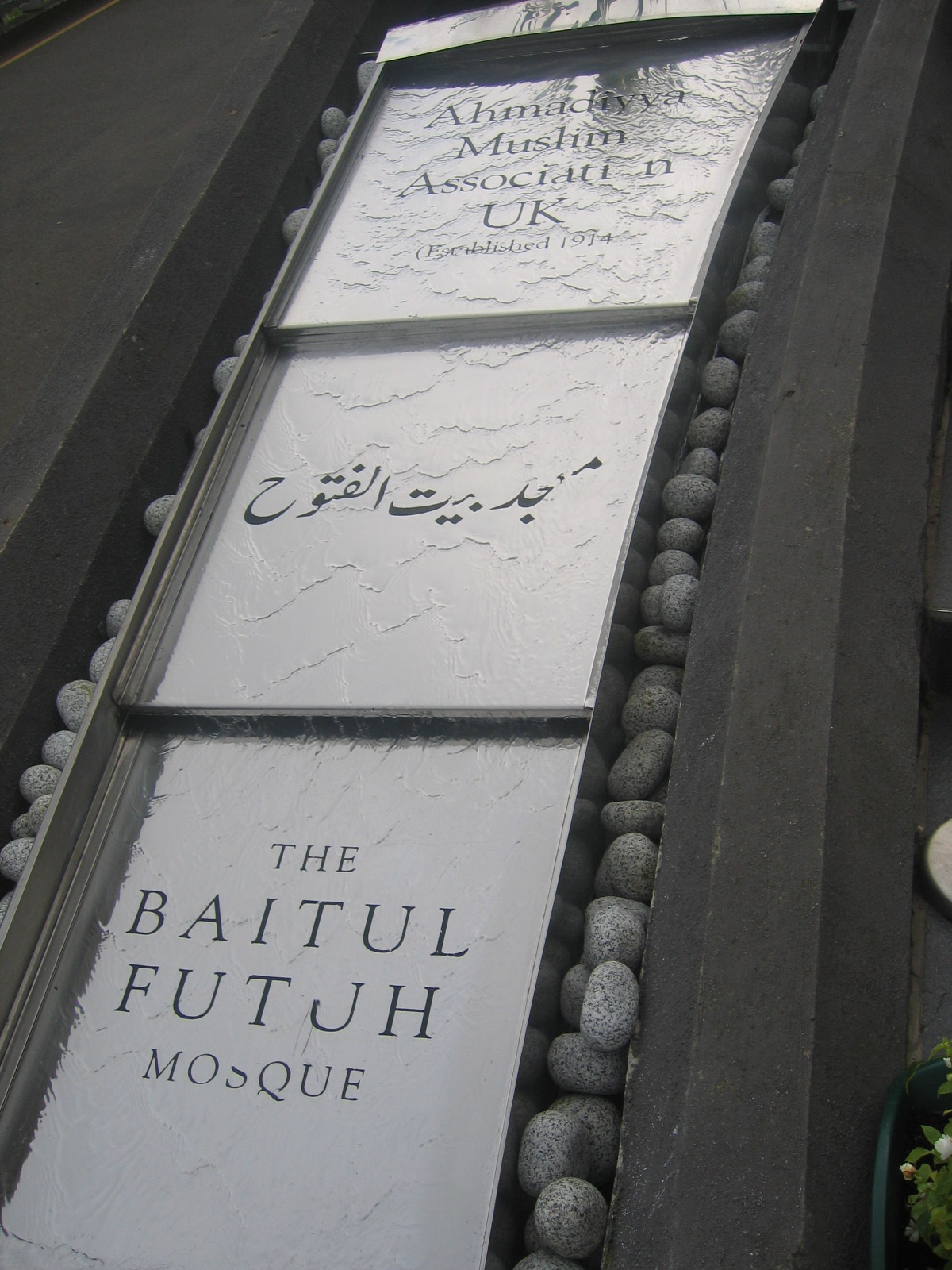
Entrée
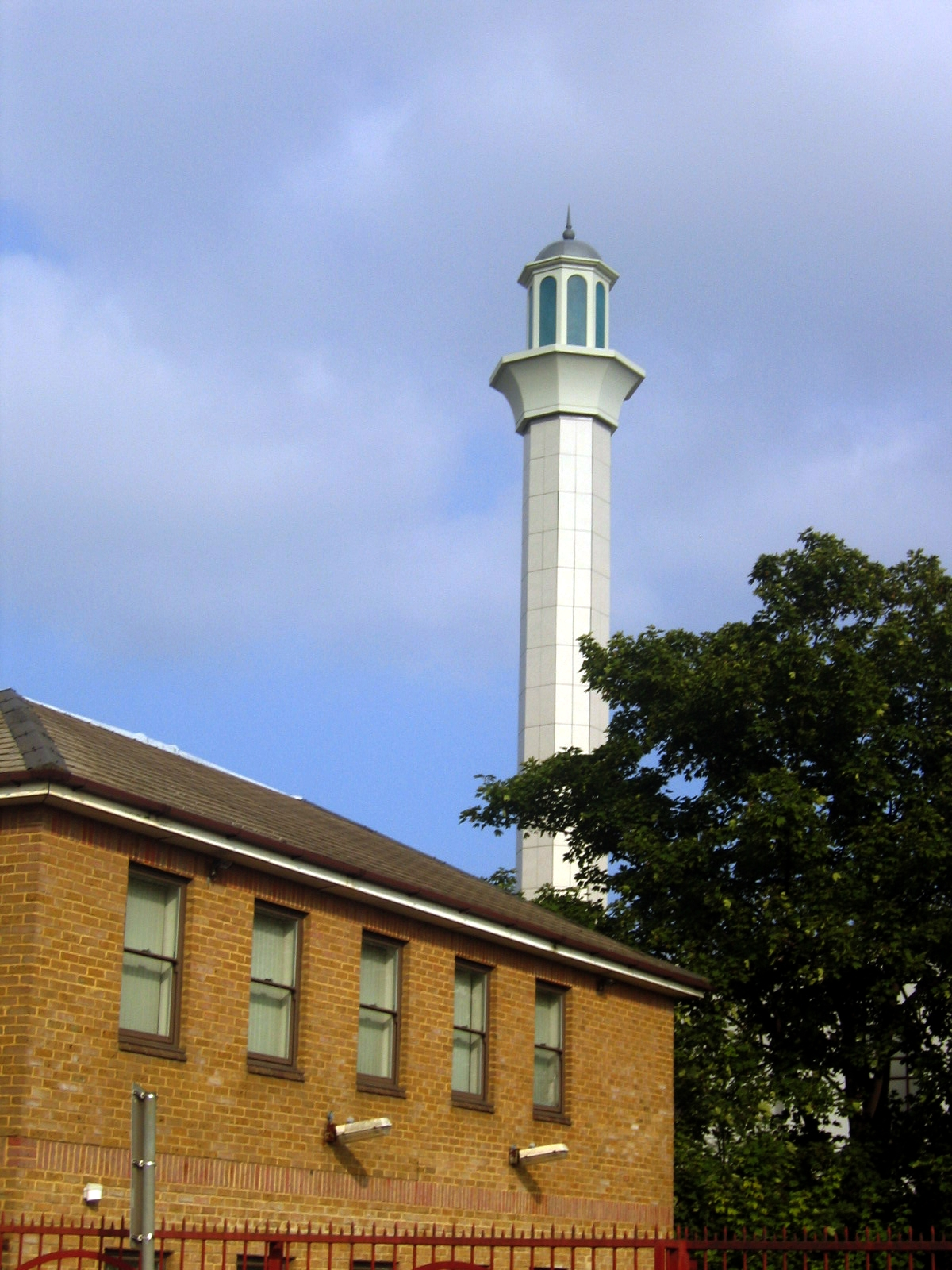
Le minaret
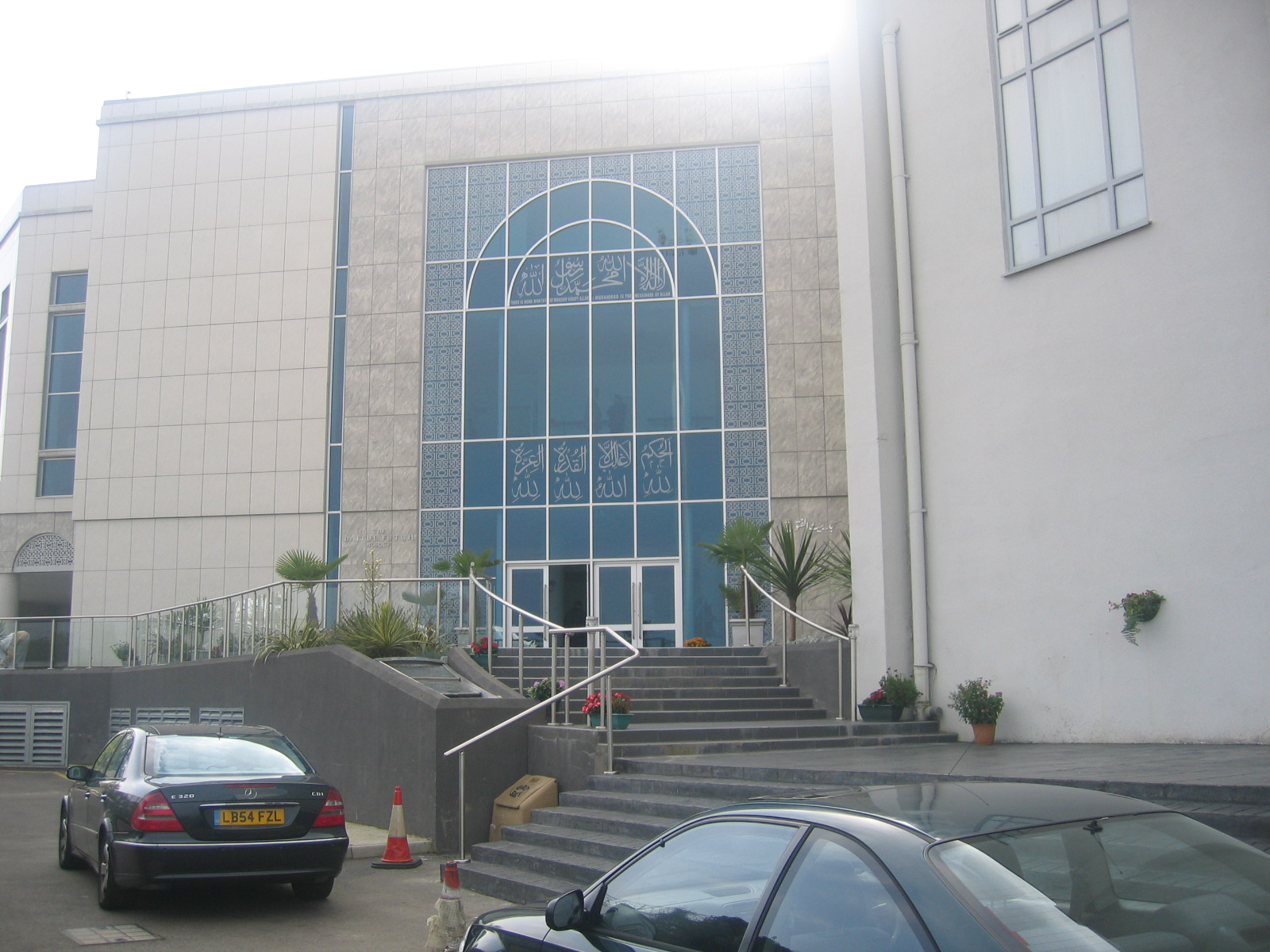
Entrée principale
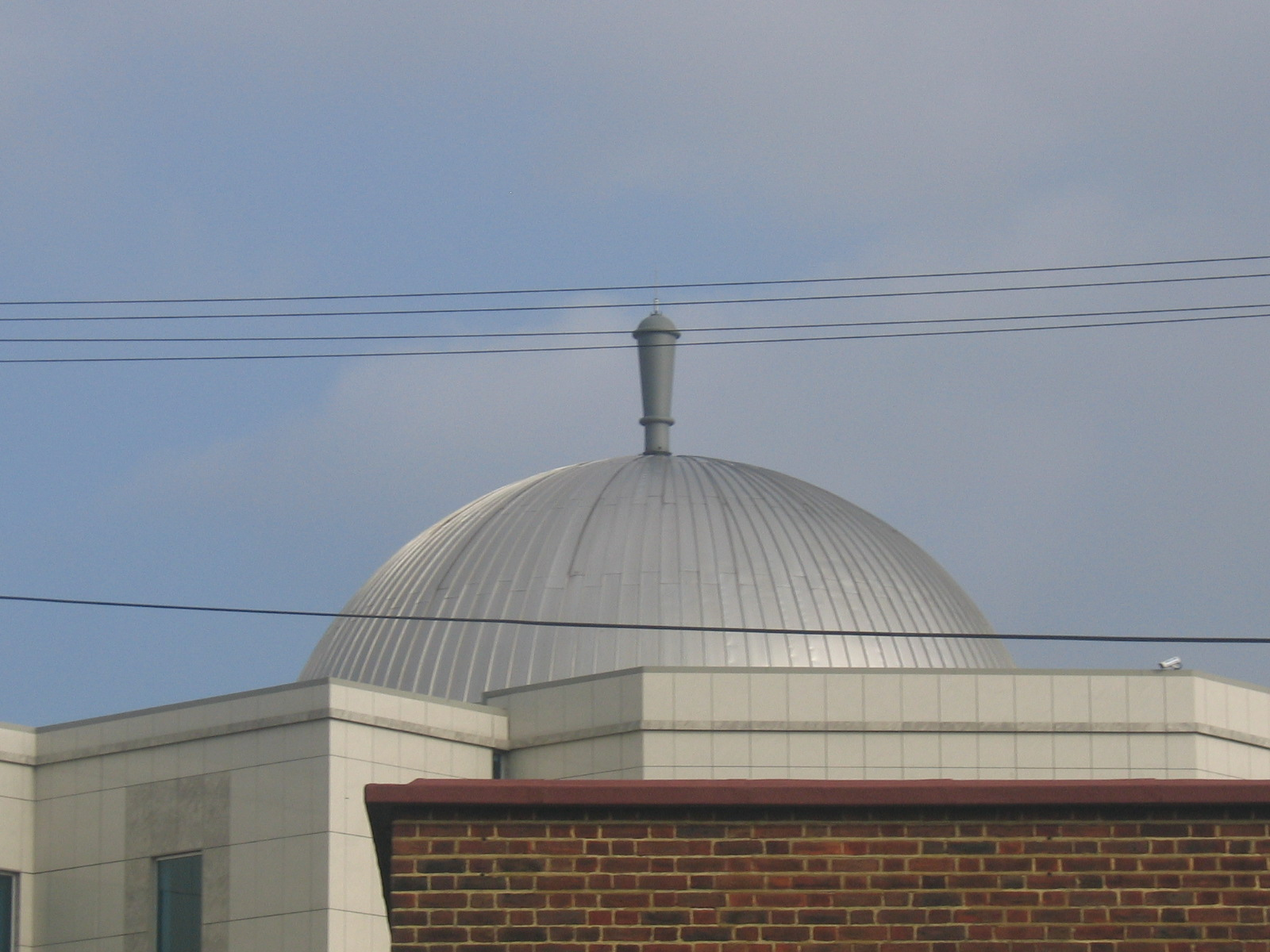
Le dôme
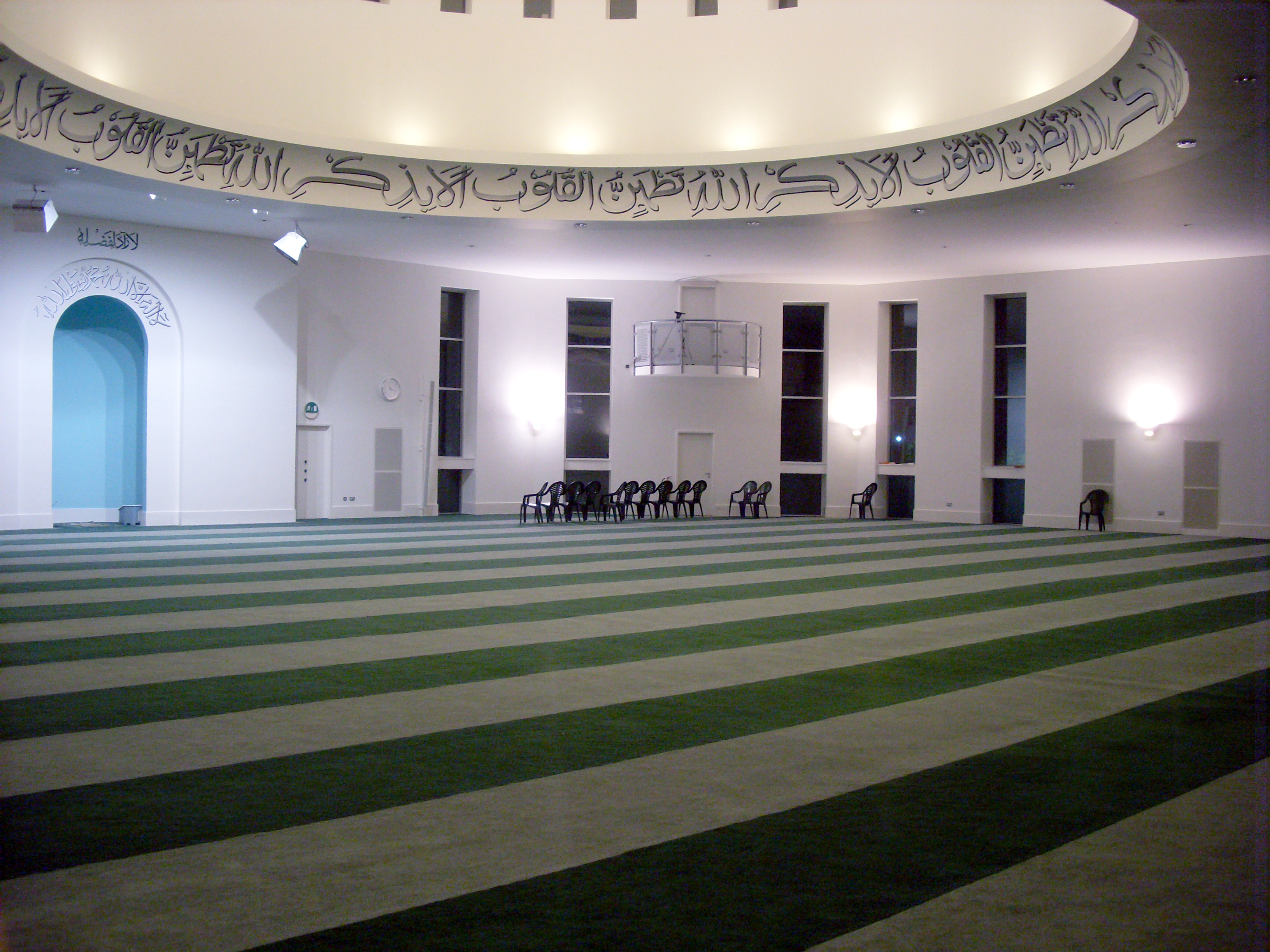
Vue intérieure